# Албешти (Јаши)
Албешти (рум. Albești) насеље је у Румунији у округу Јаши у општини Браешти. Oпштина се налази на надморској висини од 118 m.

## Становништво
Према подацима из 2002. године у насељу је живело 432 становника, од којих су сви румунске националности.